# Viandel

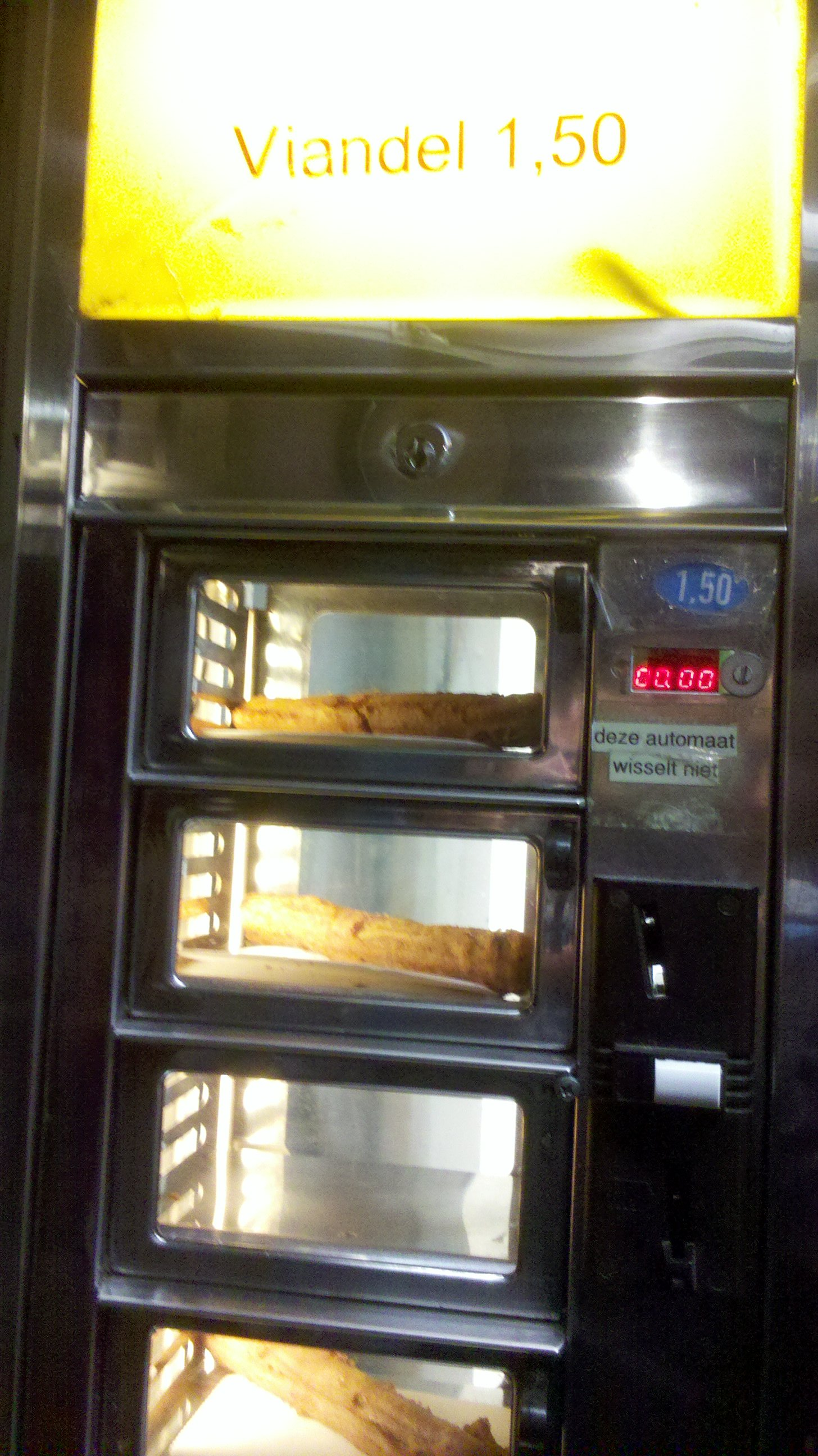
Viandellen

Een viandel is een vleesproduct dat wordt gefrituurd. Het is een variant op de frikandel. Qua smaak is de viandel hiermee vergelijkbaar, maar hij is in een krokanter jasje gestoken.
Een viandel wordt ook langer gefrituurd dan een frikandel.  De viandel is in 1987 geïntroduceerd door Mora.